# Larisa Fricònida
Larisa Fricònida (grec antic: ἡ Φρικωνὶς Λάρισα) era una ciutat de l'Eòlida, a l'Àsia Menor, que originàriament pertangué als pelasgs. Després de ser conquerida pels eolis, va rebre l'epítet de Fricònida). Era pròxima a la costa, a uns 70 estadis al sud-oest de Cime, segons Estrabó. Pel fet d'estar situada a la vora del riu Hermos hom també la coneix amb el nom de Larisa de l'Hermos, i, pel fet d'estar a l'Eòlida, hom la coneix també amb el nom de Larisa Eòlica.
La ciutat va formar part, entre el 700 i el 490 aC, de la confederació eòlia de les onze ciutats o Lliga Eòlia, i, a partir del segle v aC, s'integrà a la Lliga de Delos. Xenofont diu que Cir II el Gran hi va establir una colònia de soldats egipcis, i l'anomena Larisa Egípcia. També diu que devia ser una ciutat amb un exèrcit considerable, puix que va resistir amb èxit diversos intents d'assalt de Tibró d'Esparta el 399 aC. El 398 aC, emperò, la ciutat fou presa per Dercíl·lides d'Esparta, el successor de Tibró. A l'època hel·lenística (332-330 aC), Larisa va anar a menys i va acabar convertint-se en un llogaret.
Estrabó (XIII, 3.2-4) pensa que és la ciutat de Larisa que apareix a la Ilíada entre les ciutats del Catàleg dels troians, però també refereix que al seu temps ja estava deshabitada (ἐρήμη δ’ἐστὶ νῦν).
El retòric Eli Arístides descriu el seu viatge d'Esmirna a Pèrgam tot passant per Larisa, Cime, Mirina, Grineu i Elea i travessant l'Hermos, en el qual dona a entendre que aquesta Larisa es trobava relativament a prop de l'embocadura de l'Hermos.
La identificació de Larisa amb la vila antiga localitzada a prop de Buruncuk, amb un palau, un complex de mègarons del segle vi aC, un mur de defensa i un palau més recent dels voltants del 330 aC, amb quatre mègarons, és controvertida. La localització de Larisa a prop de Yanıkköy fóra també possible.